# Jtek
Jtek, japansk techno, är en elektronisk subgenre till hardtechnon. Tekniskt sett är den mycket lik de europeiska stilarna (tysk, svensk och italiensk techno) men det finns en viss skillnad eftersom den japanska stilens technomusik är uppbyggd på ett mer "fånigt" sätt. Den utgår utifrån ett minimalistiskt och tungt sound, men använder sig av infantila och barnsliga effekter som gör det hela lite gladare. Jtek är i grunden influerad av västerlandets acid technomusiker, men på många håll märks influenser av den japanska electropopgruppen Yellow Magic Orchestra.